# Katastrofa lotnicza w Gabonie
Katastrofa lotnicza w Gabonie  – wypadek wojskowego samolotu (Zambian Air Force Buffalo DHC-5D, reg: AF-319), który miał miejsce 27 kwietnia 1993 roku. Samolot z piłkarską reprezentacją Zambii na pokładzie leciał do Senegalu na mecz kwalifikacji do Mistrzostw świata w 1994 roku i rozbił się późnym wieczorem w okolicy stolicy Gabonu Libreville. Podczas lotu dokonano trzech międzylądowań przeznaczonych na zatankowanie samolotu. Podczas pierwszego z nich w Kongo zauważono problemy z silnikiem. Mimo tego lot kontynuowano i kilka minut po starcie z drugiego postoju w Libreville jeden z silników zapalił się i przestał działać. Pilot, który był zmęczony odbytą wcześniej tego dnia podróżą z Mauritiusa, wyłączył nieodpowiedni silnik powodując spadek całej mocy samolotu podczas wznoszenia się z lotniska w Libreville, co spowodowało, że samolot runął do wody 500 metrów od brzegu. Nikt z 30 pasażerów i członków załogi, włącznie z 18 piłkarzami, a także selekcjonerem i sztabem szkoleniowym, nie przeżył wypadku. Wśród ofiar znajdowali się także trenerzy drużyny narodowej Godfrey "Ucar" Chitalu i Alex Chola.

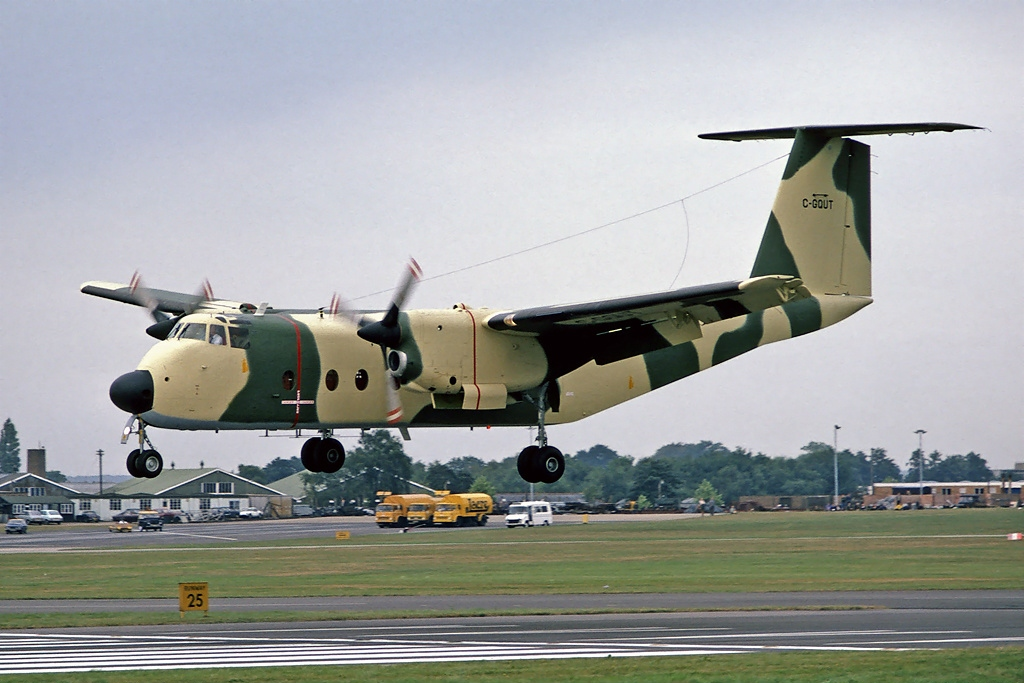
Buffalo DHC-5D podobny do tego, który uczestniczył w katastrofie

## Ofiary
Wszystkie 30 osób, które poniosły śmierć na pokładzie samolotu:

### Załoga samolotu
- płk Fenton Mhone (pilot)
- ppłk James Sachika (pilot)
- ppłk Victor Mubanga (pilot)
- chor. Edward Nhamboteh (inżynier lotniczy)
- kpr. Tomson Sakala (steward)

### Piłkarze
- Efford Chabala (bramkarz)
- Richard Mwanza (bramkarz)
- Whiteson Changwe (obrońca)
- Samuel Chomba (obrońca)
- Winter Mumba (obrońca)
- Kenan Simambe (obrońca)
- John Soko (obrońca)
- Robert Watiyakeni (obrońca)
- Wisdom Mumba Chansa (pomocnik)
- Moses Chikwalakwala (pomocnik)
- Godfrey Kangwa (pomocnik)
- Derby Makinka (pomocnik)
- Eston Mulenga (pomocnik)
- Numba Mwila (pomocnik)
- Patrick Banda (napastnik)
- Moses Masuwa (napastnik)
- Kelvin Mutale (napastnik)
- Timothy Mwitwa (napastnik)

### Sztab trenerski
- Godfrey Chitalu (pierwszy trener)
- Alex Chola (asystent trenera)
- Wilson Sakala (asystent trenera)
- Wilson Mtonga (lekarz)

### Pozostali
- Michael Mwape (prezes FAZ)
- Joseph Bwalya Salim (dziennikarz)
- Nelson Zimba (urzędnik państwowy)